# HMS Indefatigable (1909)
«Індефатігебл» (1909) (англ. HMS Indefatigable (1909) — військовий корабель, лінійний крейсер однойменного типу Королівського військово-морського флоту Великої Британії за часів Першої світової війни. Крейсер був головним кораблем у серії з трьох лінійних крейсерів, що становили збільшену версію лінійних крейсерів типу «Інвінсібл» з удосконаленою схемою захисту, а також додатково збільшеним бортам на міделі, що надало можливість встановити дві середні башти з 305-мм гарматами головного калібру.
Лінійний крейсер «Індефатігебл» був закладений 23 лютого 1909 року на верфі HMNB Devonport у Девонпорті. 28 жовтня 1909 року корабель спущений на воду, а 24 лютого 1911 року увійшов до складу Королівських ВМС Великої Британії.
«Індефатігебл» проходив службу напередодні Першої світової війни в лавах 1-ї крейсерської ескадри Флоту метрополії. З початком світового конфлікту брав активну участь у бойових діях на морі, бився у Північній Атлантиці, на Середземному морі, в Дарданельській операції. У травні 1916 року взяв участь у морській битві Королівського флоту Британії проти кайзерівського Флоту відкритого моря біля берегів Ютландії, в ході якого загинув у наслідок ураження німецького лінкора «Фон дер Танн».

## Історія служби
24 лютого 1911 року лінійний корабель «Індефатігебл» увійшов до складу 1-ї крейсерської ескадри Флоту метрополії, в яку також входили «Лайон» (флагман), «Принсес Роял», «Інвінсібл» та «Індомітебл», і знаходився в її складі до грудня 1913 року, до переводу на Середземне море у склад 2-ї крейсерської ескадри Середземноморського флоту.
24 червня 1911 року лінійний крейсер брав участь у параді на Спітгедському рейді з нагоди коронації короля Георга V. У листопаді 1912 року, внаслідок активних виступів громадськості, Адміралтейство ухвалило рішення про згортання присутності ескадри британських лінійних кораблів у Середземному морі й для заміни лінкорів вирішило сформувати там з січня 1913 року ескадру з чотирьох лінійних крейсерів («Індефатігейбл», «Індомітебл», «Інвінсібл» і «Інфлексібл»). Переведення кораблів здійснювалось по-етапно: спочатку у листопаді 1912 року на Середземномор'я прибув флагманський корабель «Інфлексібл», у серпні 1913 року прибули «Індомітебл» та «Інвінсібл», і лише у грудні прибув останній крейсер — «Індефатігебл».

### Перша світова
Зранку 4 серпня 1914 року, два британських крейсери «Індефатігебл» і «Індомітебл» під командуванням адмірала сера Берклі Мілна зіткнулися у водах Середземного моря з німецькими лінійним крейсером «Гебен» та легким крейсером «Бреслау», які щойно поверталися до Італії після артилерійського обстрілу французького морського порту в Алжирі — Філіппвіля. Хоча на той час Британія ще не була в стані війни з Німецькою імперією, адмірал Б. Мілн наказав слідувати крейсерам за німцями, що прямували до Мессіни на дозаправлення вугіллям. Усі три лінійні крейсери мали проблеми з паровими котлами, однак «Гебену» і «Бреслау» вдалося відірватися від переслідування та зранку 5 серпня дістатися італійського порту.
Однак, на цей ранок кайзерівські війська вже вторгнулися до нейтральної Бельгії і стан війни між імперіями був оголошений. Водночас, британське адміралтейство, зберігаючи нейтралітет Італійського королівства, вважало за доцільне не нападати на німецькі крейсери й дало команду командувачу Середземноморського флоту адміралу Б.Мілну перебувати з крейсерами осторонь. Британські лінійні крейсери «Індефатігебл» й «Індомітебл» перебували на північному виході з Мессінської протоки на відстані 10 км від італійської берегової лінії в очікуванні ймовірного прориву на захід. На південній околиці протоки встав на якір легкий крейсер «Глостер». Крейсер «Інфлексібл» відбув до Бізерти на дозаправлення із завданням бути в готовності переслідувати німецькі крейсери в західній частині Середземного моря.
6 серпня несподівано для британців німецькі рейдери вийшли з бухти Мессіни та вирушили в бік Константинополя, за ними слідом вийшов у похід «Глостер». Адмірал Б. Мілн тримав лінійні крейсери північніше Мессіни аж до 8 серпня. Тільки опівночі 8 числа «Індефатігебл» й «Індомітебл» вирушили навздогін за німецькими кораблями. О 14:30 командувач отримав незрозумілу радіограму від адміралтейства, про те, що Британська імперія вступила у війну з Австро-Угорщиною. За чотири години прийшло повідомлення, що телеграма помилкова. Насправді Англія оголосила стан війни цій країні лише 12 серпня. Б. Мілн ухвалив «соломонове рішення» припинити переслідування німецьких кораблів та вирушив до західної частини Середземного моря для виконання попереднього завдання. Тільки 9 числа йому дали чіткий наказ переслідувати «Гебен» та «Бреслау». Тоді навздогін німцям вийшли два лінійні крейсери та легкий крейсер «Веймут».

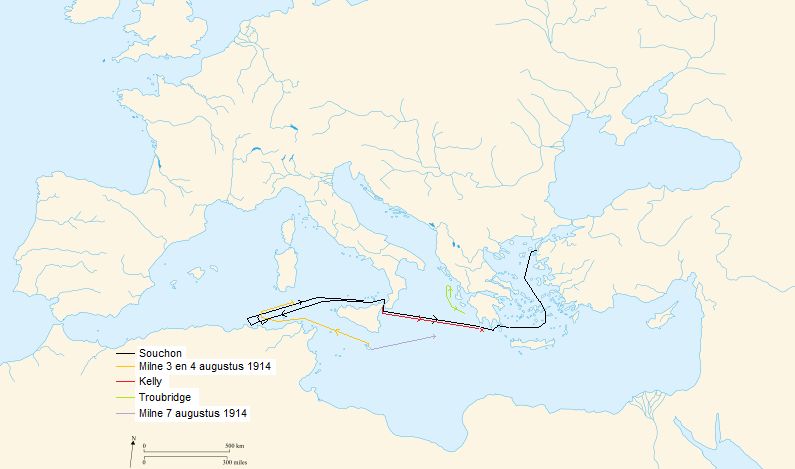
Переслідування крейсерів «Гебен» та «Бреслау»

Мілн не вірив, що німецькі крейсери прориватимуться до Дарданелл, вважаючи, що німці планують прориватись з Егейського моря на південь, і наказав блокувати виходи з цього моря.
З 6 серпня 1914 року все Середземне море стало зоною відповідальності французького військово-морського флоту. З 11 серпня британці знизили рівень своєї присутності на Середземному морі до рівня командування віце-адмірала. 14 серпня 1914 британський віце-адмірал С.Карден спустив свій прапор на панцерному крейсері «Діфенс» і прийняв на себе командування англо-французькою ескадри в районі Дарданелл. 20 вересня він підняв свій прапор на «Індефатігеблі». 2-гу ескадру лінійних крейсерів у Середземному морі розформували і під час реорганізації Гранд-Флоту знову утворили у складі Флоту метрополії.
Однак на прохання французів один з британських лінійних крейсерів перебував у Середземному морі в безперервної готовності для перехоплення німецького лінійного крейсеру «Гебен», якщо він спробує прорватися з Дарданелл. З цією метою «Індефатігейбл» і «Індомітебл» включили до союзної ескадри, що діяла в цьому районі та мала у своєму складі два французьких додредноути «Веріте» і «Сюфрен». Однак у грудні 1914 року, коли стало ясно, що прориву німецького лінійного крейсера не буде, «Індомітебл» повернувся до Метрополії.
1 листопада 1914 року перший лорд Адміралтейства В.Черчилль віддав наказ провести обстріл турецьких позицій на Дарданеллах у зв'язку зі вступом Османської імперії у війну. Британські кораблі обстріляли форти при вході в Дарданелли з дистанції, на якій фортечна артилерія не була небезпечною кораблям. 3 листопада 1914 року: «Індефатігейбл» спільно з «Індомітебл» і французькими додредноутами «Веріте» і «Сюфрен» взяв участь в обстрілі мису Геллес і в нетривалому обстрілі зовнішніх фортів Дарданелл Кум-Кале і Седд-Ель-Бахр.
Один з двох його останніх снарядів, випущених по старовинному турецькому форту Седд-Ель-Бахр, пробив дах головного порохового льоху, пройшов через земляне покриття товщиною 2 м, цегляну кладку завтовшки 1 м і підірвав 10,5 т чорного пороху і 360 снарядів калібру 240 мм і 280 мм, що перебували в льоху. Гармати форту виявилися завалені уламками і вийшли з ладу, 85 осіб прислуги було вбито і 23 поранено. Такого успіху союзники не досягали за всю довгу облогу Дарданелл з 1915 року, але з оперативної точки зору цей обстріл став помилкою. Він змусив турків посилити свої укріплення, і це врешті-решт зашкодило союзникам під час проведення ними Галліпольської операції. До речі, цей обстріл стався раніше офіційного проголошення Османською імперією стану війни Британії 6 листопада.
До 24 січня 1915 року «Індефатігебл» був флагманським кораблем віце-адмірала Кардена, доки його не змінив «Інфлексібл», і «Індефатігебл» пішов на ремонт на Мальту. 14 лютого 1915 року після нетривалого ремонту він покинув Мальту і в другій половині лютого увійшов до складу 2-ї ескадри лінійних крейсерів Великого Флоту.
20 лютого 1915 року у складі Гранд-Фліта Адміралтейство утворило флот лінійних крейсерів у складі трьох ескадр на чолі з флагманським «Лайоном». До 1-ї ескадри також увійшли «Принсес Роял» (флагман), «Квін Мері» і «Тайгер», у 2-гу «Австралія» (флагман), «Індефатігейбл» і «Нью-Зіланд», у 3-тю «Інвінсібл» (флагман), «Індомітебл» і «Інфлексібл».

Карта Ютландської морської битви. 31 травня — 1 червня 1916 року

### Ютландська морська битва
31 травня 1916 року під час наймасштабнішої морської битви Першої світової війни біля Ютландії «Індефатігебл» був потоплений у ході артилерійської дуелі з німецьким лінійним крейсером «Фон дер Танн». Лінійний крейсер входив до крейсерської групи віце-адмірал сера Девіда Бітті. Під час вогневого контакту між британським та німецьким кораблями тривалістю 14–15 хвилин у результаті влучень снарядів «Індефатігебл» вибухнув і затонув, забравши з собою на дно 1020 чоловіків; врятувалися тільки двоє.

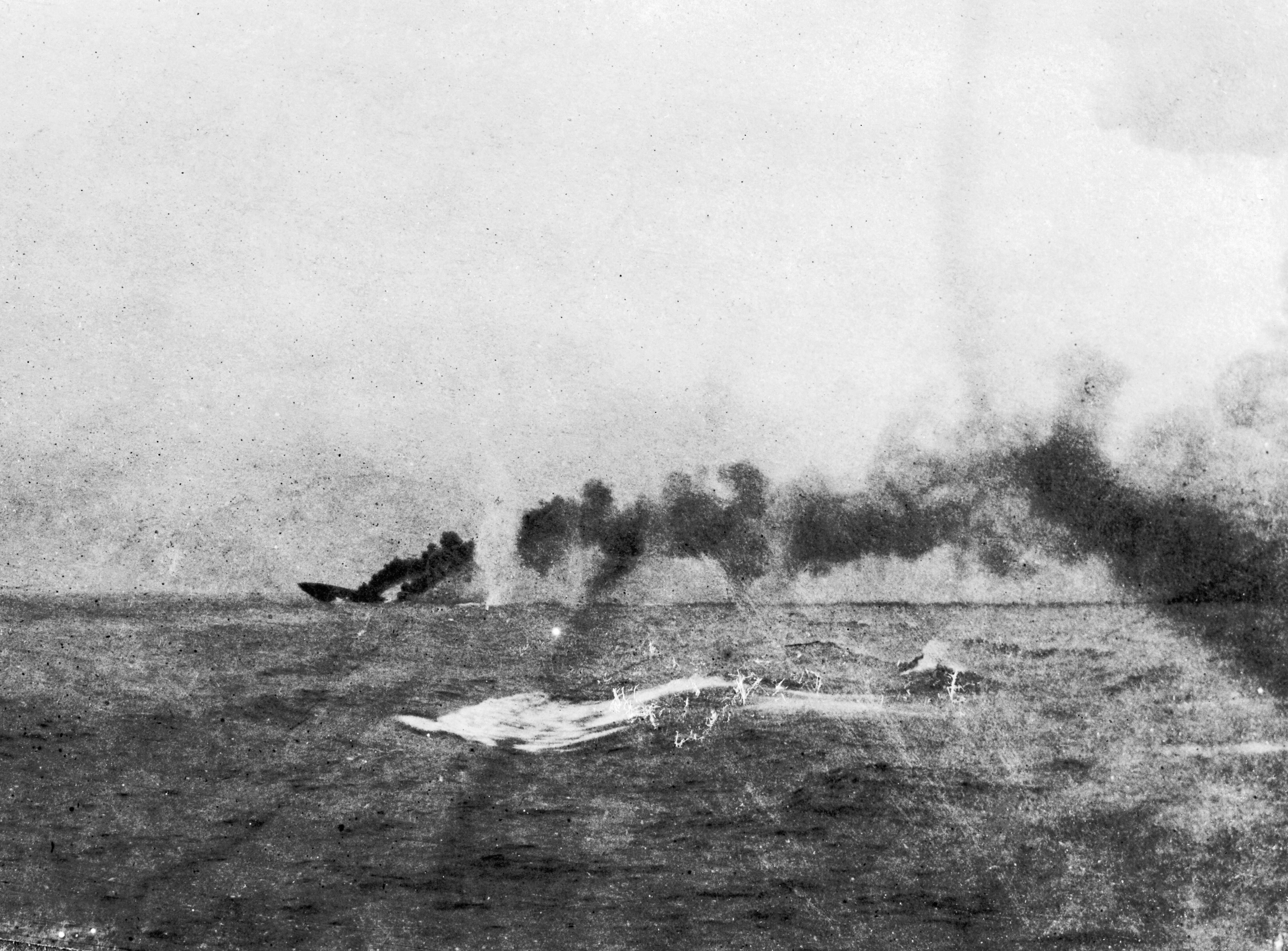
Тонучий лінійний крейсер «Індефатігебл»

Цілком ймовірно, що один або два порохових погреби були підірвані снарядами, які пробили безпосередньо саму гарматну башту, барбет і нижню (броньовану) палубу над льохами. Від вибуху корабель розламався навпіл, а оскільки затонув він на глибині менше 30 метрів, то кожна його половина вперлася в дно, і корма, і ніс залишилися стирчати над водою.

## Відео
- HMS Indefatigable (1909)